# ليو يونغ
ليو يونغ (بالإنجليزية: Leo Young)‏ (12 فبراير 1969 بفيكتوريا في أستراليا - ) هو ملاكم أسترالي، صنّف ضمن فئة الوزن المتوسط الخفيف ‏ والوزن المتوسط.

## إحصائيات
خاض خلال مسيرته 17 نزالا، تعادل في 1 .

## روابط خارجية
- ليو يونغ على موقع بوكس ريك (الإنجليزية) (registration required)